# كليفلاند آبي
كليفلاند آبي (بالإنجليزية: Cleveland Abbe)‏ (و. 1838 – 1916 م) هو عالم فلك، وعالم أرصاد جوية من الولايات المتحدة الأمريكية . ولد في مدينة نيويورك . وكان عضواً في الأكاديمية الأمريكية للفنون والعلوم .
توفي عن عمر يناهز 78 عاماً.

## مناصب وهيئات
أدار جامعة ميشيغان.

## جوائز
حصل على جوائز منها:
- ميدالية الرعاية العامة [الإنجليزية]‏ (1916).

## روابط خارجية
- كليفلاند آبي على موقع الموسوعة البريطانية (الإنجليزية)
- كليفلاند آبي على موقع إن إن دي بي (الإنجليزية)